# Hans Meis

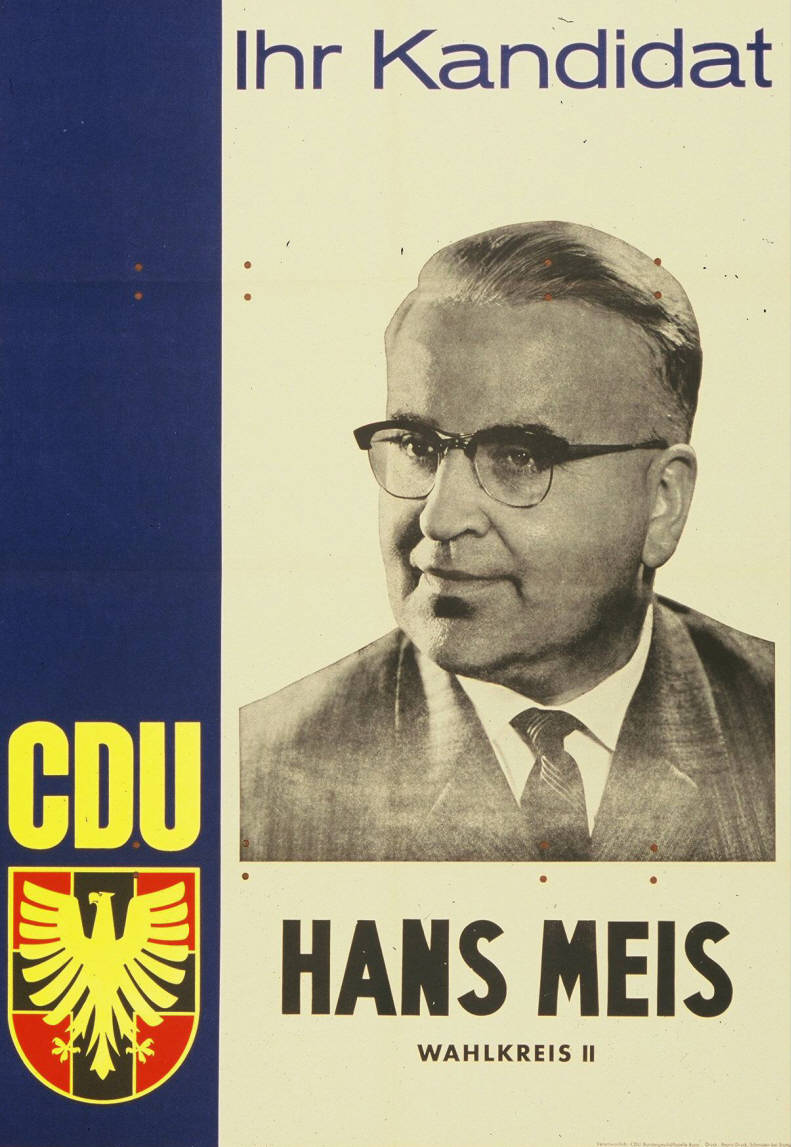
Hans Meis auf einem Wahlplakat zur Bundestagswahl 1961

Hans Meis (* 28. Juni 1902 in Waldvelen; † 8. Dezember 1984 in Dortmund) war ein deutscher Politiker (CDU).

## Leben und Beruf
Nach dem Abitur 1921 am humanistischen Gymnasium in Coesfeld trat Meis in den Verwaltungsdienst ein und begann eine Beamtenlaufbahn. Er wurde 1939 Großbetriebsprüfer und war in dieser Funktion zuletzt bei der Großbetriebsprüfung Dortmund der Oberfinanzdirektion Münster beschäftigt. Von 1943 bis 1945 nahm er als Soldat am Zweiten Weltkrieg teil. Später schloss er sich dem Deutschen Beamtenbund an und hatte dort leitende Funktionen inne.

## Partei
Nach dem Kriegsende trat Meis der CDU bei und war 1945/46 am Aufbau der Partei in Westfalen beteiligt.

## Abgeordneter
Meis gehörte dem Deutschen Bundestag vom 2. Juli 1958, als er für den verstorbenen Abgeordneten Karl Arnold nachrückte, bis 1969 an. Er war stets über die Landesliste der CDU Nordrhein-Westfalen ins Parlament eingezogen.